# Majorino Vigolungo

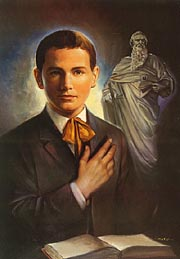
Majorino Vigolungo

Majorino Vigolungo (nascido em 6 de maio de 1904, falecido em 27 de julho de 1918) - Servo de Deus. Ele nasceu em uma família pobre de camponeses italianos. Desde tenra idade, ele era altamente religioso. Em 15 de outubro de 1916, ingressou na recém-criada Escola de Impressão, fundada em Alba pelo Pe. Tiago Alberione, onde trabalhou em uma impressora. Ele se distinguiu por profunda piedade, disciplina e um grande desejo de se tornar um santo. Em 1918 adoeceu com pneumonia, escondeu sua doença por muito tempo, querendo trabalhar o máximo possível. Em 27 de julho de 1918, o jovem Majorino morreu. Em 28 de março de 1988, o Papa João Paulo II emitiu um decreto declarando Majorino Vigolungo Servo de Deus.